# Làkis Papastàthis
Làkis Papastàthis (grec: Λάκης Παπαστάθης Volos, 1943 - 8 de març de 2023) és un director de cinema grec.

## Filmografia
- 1981 : Ton kairo ton Ellinon
- 1987 : Theofilos (sobre la vida del pintor naïf Theófilos Khatzimikhaïl)
- 2001 : To monon tis zois tou taxeidion (sobre l'obra de Geórgios Viziïnós)